# John Van Antwerp Fine
John Van Antwerp Fine (Princeton (Nueva Jersey), Estados Unidos, 1903 - Princeton (Nueva Jersey), Estados Unidos, 17 de enero de 1987) fue un profesor de lengua y literatura griega en la Universidad de Princeton. Doctorado de la Universidad de Yale.
Fine se unió a la facultad de Princeton en 1940 como profesor visitante y fue nombrado profesor asistente de clásicos el siguiente año. Se retiró en 1972. Anteriormente, había enseñado en la Universidad de Yale y en Williams College.
Autor de varios estudios sobre la historia, territorio y temas relacionados con la antigua Grecia, y la historia medieval de los Balcanes.

## Obras
- The Ancient Greeks: A Critical History.
- The mother of Philip V of Macedon.